# Tisserin orangé
Ploceus aurantius
Espèce
Statut de conservation UICN

 LC  : Préoccupation mineure
Statut CITES
Le Tisserin orangé (Ploceus aurantius) est une espèce de passereau appartenant à la famille des Ploceidae.

## Description brève
Le tisserin orangé, d’une quinzaine de centimètres, est une espèce où le mâle est fortement orangé sur la tête et le poitrail, jaune sur le reste du dessous, olive sur celui du dos. La femelle est olive sur le dessus, jaune sur les côtés de la tête et la gorge, blanche ou jaune sur le reste du dessous.

## Répartition
Cet oiseau vit en Afrique équatoriale. Il est surtout observé en zones côtières, ou proche des rivières en milieux intérieurs. Il apprécie la forêt humide.